# Moosseedorf
Moosseedorf là một đô thị trong huyện Bern-Mittelland, bang Bern, Thụy Sĩ. Đô thị này có diện tích 6,38 km2, dân số thời điểm tháng 12 năm 2020 là 4092  người.